# ピリドキシン-5-デビトロゲナーゼ
ピリドキシン-5-デビトロゲナーゼ（pyridoxine 5-dehydrogenase）は、ビタミンB6代謝酵素の一つで、次の化学反応を触媒する酸化還元酵素である。
ピリドキシン + 受容体 {\displaystyle \rightleftharpoons } イソピリドキサール + 還元型受容体
反応式の通り、この酵素の基質はピリドキシンと受容体、生成物はイソピリドキサールと還元受容体である。補因子としてFADとPQQを用いる。
組織名はpyridoxine:acceptor 5-oxidoreductaseで、別名にpyridoxine dehydrogenase, pyridoxine 5'-dehydrogenase, pyridoxine:(acceptor) 5-oxidoreductaseがある。